# Sydpolslabb
Sydpolslabb (Stercorarius maccormicki) är en stor fågel i familjen labbar som främst lever på södra halvklotet.

## Taxonomi
Arten placeras oftast i släktet Stercorarius tillsammans med alla andra labbar inom familjen Stercorariidae. Vissa taxonomer placeras den tillsammans med storlabb (S. skua) och antarktisk labb (S. antarctica), vilken är den andra större labben som lever i södra hemisfären, i släktet Catharacta. Andra taxonomer behandlar istället sydpolslabb och antarktisk labb som underarter av storlabb.

## Utseende och fältkännetecken

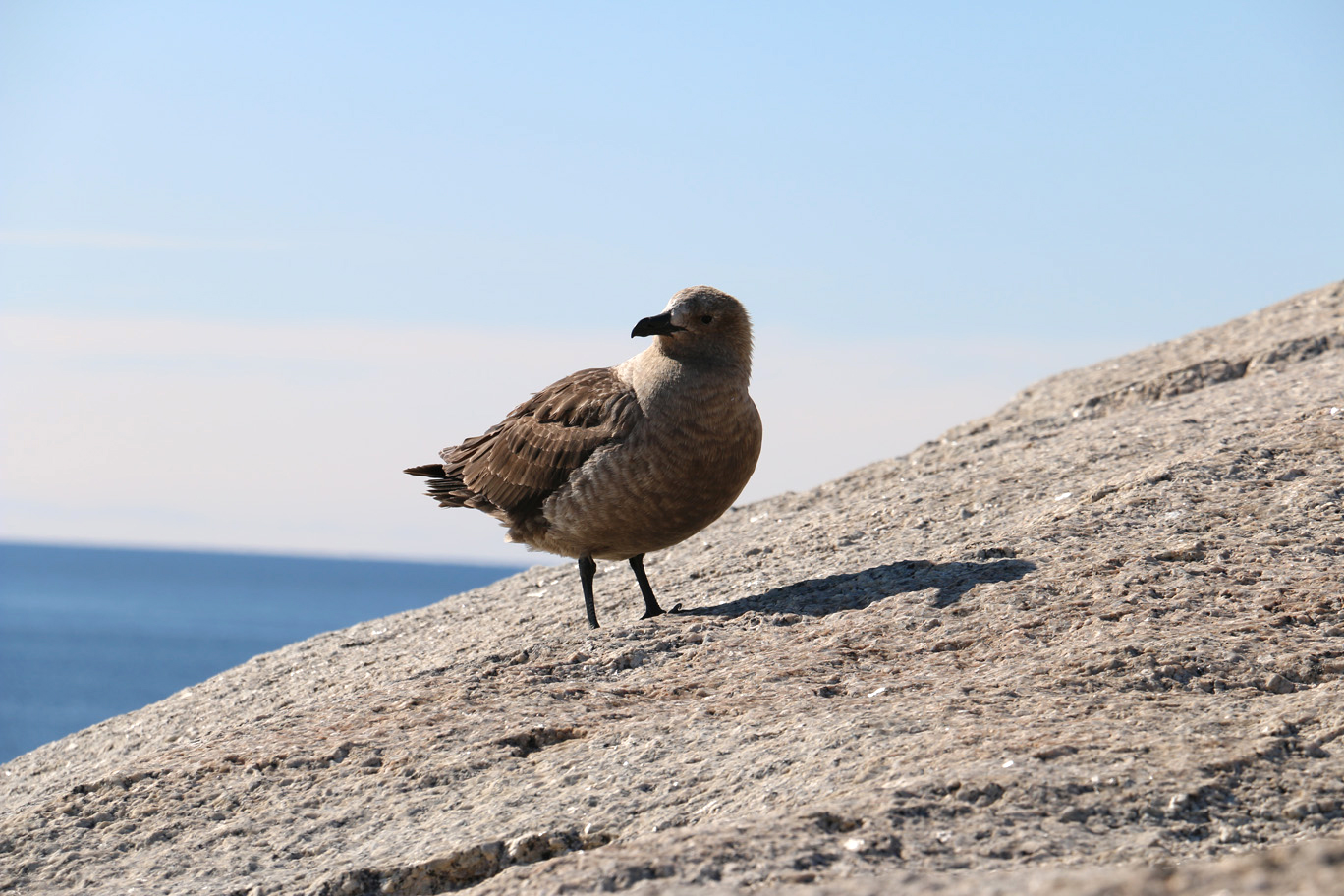

Sydpolslabben är en stor labb som i snitt mäter 53 cm. Den adulta sydpolslabben är gråbrun på ovansidan, och är vitaktigt (ljus morf) eller varmt ljusbrunt (mellanmorf) på huvud och undersida. Vid närstudier i fält, av dessa båda morfer, är kontrasten mellan de mörka och ljusa partierna ett bra sätt att skilja den från närbesläktade arter. För att särskilja individer av mörk morf och juveniler, gentemot de närmre släktingarna som subtila morfologiska skillnader som dess något kallare bruna ton och den blåaktiga näbbasen.

## Utbredning
Den häckar vid Antarktis kustlinje. Den är en flyttfågel som tillbringar vintern i Stilla havet, Indiska oceanen eller Atlanten. Under flytten når den ibland till nordöstra Atlanten. På grund av svårigheterna att i fält särskilja sydpolslabb från storlabb så är antalet godkända observationer i Västeuropa fåtaliga.

## Beteende, föda och häckning

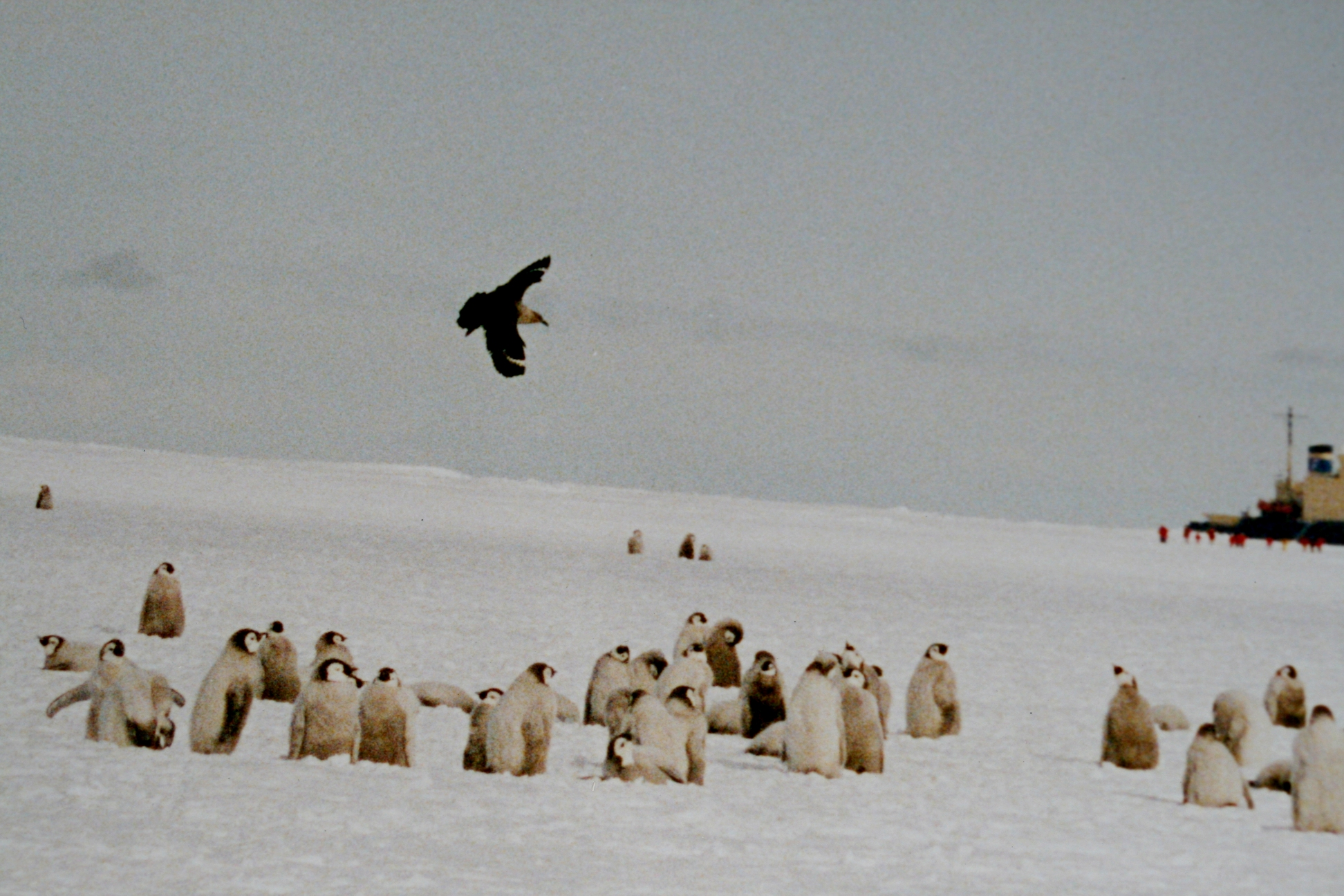
Sydpolslabb över kejsarpingvinungar, Rosshavet, Antarktis.

Sydpolslabben häckar främst i steniga områden, vid klippor eller steniga stränder. Den ruvar mellan november och december, och lägger vanligtvis två ägg. Liksom andra labbar attackerar den människor eller andra djur som närmar sig boet. Födan utgörs huvudsakligen av fisk som ofta tas från måsar, trutar, tärnor och till och med sulor. Den dödar och äter även havsfågel, exempelvis pingvinungar, andra arters ägg, fiskrens och as.

## Status
Arten har ett stort utbredningsområde som uppskattas till 100.000-1.000.000 km² och världspopulationen uppskattas bestå av 10.000-20.000 individer. Populationen verkar vara stabil och den kategoriseras av IUCN som livskraftig (LC).

## Namn
Artepitetet i det vetenskapliga namnet syftar på den brittiska naturforskaren Robert McCormick som tog med det första exemplaret för vetenskaplig beskrivning.